# Огден (Арканзас)
Огден (англ. Ogden, Arkansas) — город, расположенный в округе Литл-Ривер (штат Арканзас, США) с населением в 214 человек по статистическим данным переписи 2000 года.

## География
По данным Бюро переписи населения США город Огден имеет общую площадь в 1,29 квадратных километров, водных ресурсов в черте населённого пункта не имеется.
Огден расположен на высоте 96 метров над уровнем моря.

## Демография
По данным переписи населения 2000 года в Огдене проживало 214 человек, 59 семей, насчитывалось 89 домашних хозяйств и 106 жилых домов. Средняя плотность населения составляла около 164,6 человек на один квадратный километр. Расовый состав Огдена по данным переписи распределился следующим образом: 18,69 % белых, 76,64 % — чёрных или афроамериканцев, 0,47 % — коренных американцев, 0,47 % — представителей смешанных рас, 3,74 % — других народностей. Испаноговорящие составили 6,07 % от всех жителей города.
Из 89 домашних хозяйств в 32,6 % — воспитывали детей в возрасте до 18 лет, 55,1 % представляли собой совместно проживающие супружеские пары, в 6,7 % семей женщины проживали без мужей, 32,6 % не имели семей. 31,5 % от общего числа семей на момент переписи жили самостоятельно, при этом 9,0 % составили одинокие пожилые люди в возрасте 65 лет и старше. Средний размер домашнего хозяйства составил 2,40 человек, а средний размер семьи — 3,03 человек.
Население города по возрастному диапазону по данным переписи 2000 года распределилось следующим образом: 27,6 % — жители младше 18 лет, 5,1 % — между 18 и 24 годами, 28,5 % — от 25 до 44 лет, 24,3 % — от 45 до 64 лет и 14,5 % — в возрасте 65 лет и старше. Средний возраст жителей составил 35 лет. На каждые 100 женщин в Огдене приходилось 118,4 мужчин, при этом на каждые сто женщин 18 лет и старше приходилось 115,3 мужчин также старше 18 лет.
Средний доход на одно домашнее хозяйство в городе составил 26 250 долларов США, а средний доход на одну семью — 31 250 долларов. При этом мужчины имели средний доход в 27 500 долларов США в год против 28 750 долларов среднегодового дохода у женщин. Доход на душу населения в городе составил 12 118 долларов в год. 6,0 % от всего числа семей в населённом пункте и 8,0 % от всей численности населения находилось на момент переписи населения за чертой бедности, при этом 3,9 % из них были моложе 18 лет и 6,7 % — в возрасте 65 лет и старше.